# شعار روسيا
شعار روسيا نسر برأسين على درع أحمر اللون (شعار الإمبراطورية الروسية). وفوق النسر توجد ثلاثة تيجان تاريخية لبطرس الأكبر (فوق كل من الرأسين تاج صغير وفوق هذين التاجين تاج كبير)، ويمسك النسر بمخالبه الصولجان ورمز الدولة. وعلى صدر صورة تذكار القديس مار جاورجيوس. هذا وقد أصدر بوتين مرسوماً بتبنى لحن النشيد الوطني للاتحاد السوفييتى السابق لحناً للنشيد الوطني لروسيا الاتحادية (موسيقى ألكسندروف). وقد صادق مجلس الدوما على رموز الدولة الجديدة في جلسة تاريخية في الثامن عشر من ديسمبر/كانون الأول عام 2000.